# 山溪鯢屬
山溪鲵属(Batrachuperus )是有尾目小鲵科的一属动物。

## 形态特征
山溪鲵体型较大；尾长不超过或超过头体长；唇褶明显或弱；舌长椭圆形；颈褶和肋沟不甚明显；指、趾各4个；掌、蹠部有角质鞘或无；尾鳍褶一般较为发达，极侧扁。上颌骨向后或与翼骨前突不连接，头骨前窄后宽，即两颌骨间距远小于方骨外侧间距；犁骨齿2，短列，相距远呈“八”形，位于犁腭骨中部；有前颌囟；泪骨入外鼻孔，不入眼眶或入眼眶；鼻骨与上颌骨不连接；第一角鳃软骨基端不膨大呈角状。主要生活于山溪和高原湖泊内，成体以水栖为主，卵少而大。幼体2龄左右完成变态。

## 種類
截止2022年6月13日，根据 Amphibian Species of the World 中的数据，本属含有7种：
- 稻城山溪鲵 Batrachuperus daochengensis Xiong, Luo & Zeng, 2020
- 无斑山溪鲵 Batrachuperus karlschmidti Liu, 1950
- 龍洞山溪鯢 Batrachuperus londongensis Liu and Tian in Liu, Hu, Tian & Wu, 1978
- 山溪鯢 Batrachuperus pinchonii David, 1872
- 太白山溪鲵 Batrachuperus taibaiensis Song, Zeng, Wu, Liu & Fu, 2001
- 西藏山溪鯢 - Batrachuperus tibetanus Schmidt, 1925
- 鹽源山溪鯢 - Batrachuperus yenyuanensis Liu, 1950